# Trimeresurus popeiorum
Trimeresurus popeiorum là một loài rắn trong họ Rắn lục. Loài này được Malcolm Arthur Smith mô tả khoa học đầu tiên năm 1937.

## Hình ảnh

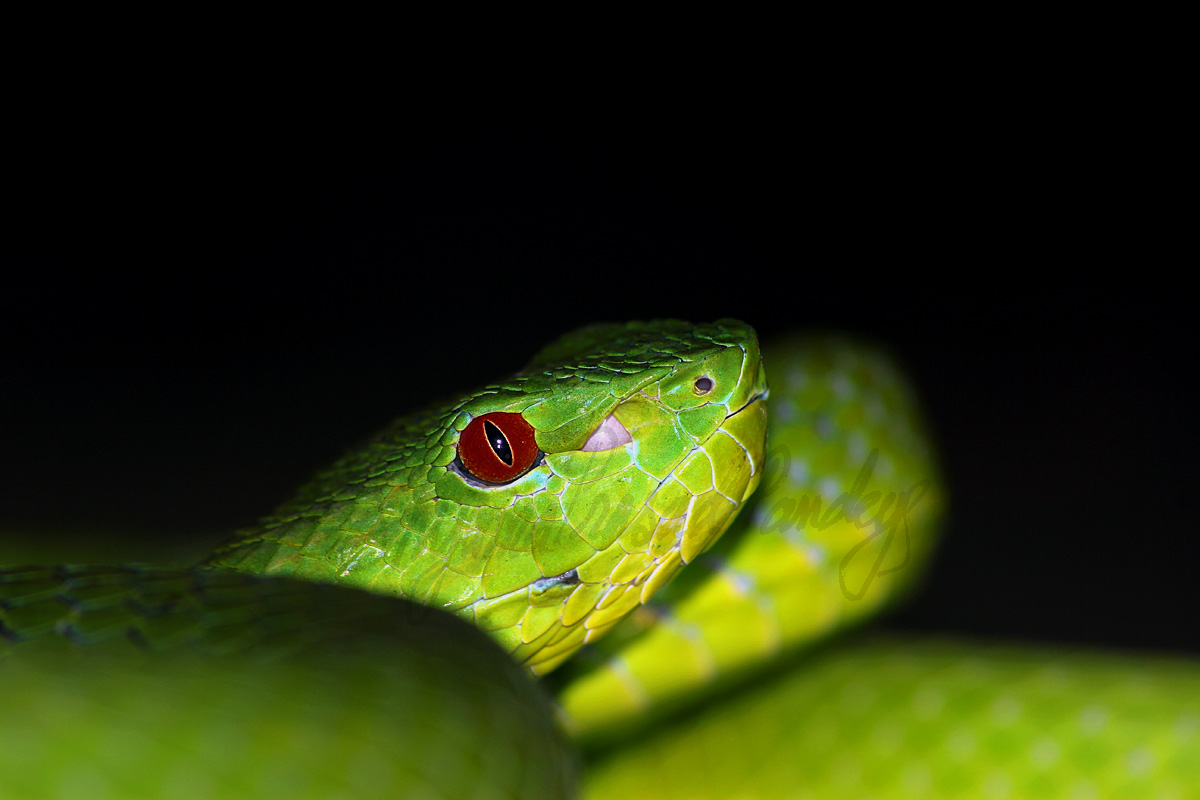